# Évêque indigo
Cyanoloxia glaucocaerulea
Espèce
Statut de conservation UICN

 LC  : Préoccupation mineure
L'Évêque indigo (Cyanoloxia glaucocaerulea) est une espèce de la famille des Cardinalidae.

## Systématique
Le nom scientifique complet (avec auteur) de ce taxon est Cyanoloxia glaucocaerulea (d'Orbigny & Lafresnaye, 1837).
L'espèce a été initialement classée dans le genre Pyrrhula sous le protonyme Pyrrhula glaucocaerulea d'Orbigny & Lafresnaye, 1837.
Ce taxon porte en français le nom vernaculaire ou normalisé suivant : Évêque indigo.
Cyanoloxia glaucocaerulea a pour synonymes :
- Passerina glaucocaerulea (d'Orbigny & Lafresnaye, 1837)
- Passerina glaucocaerulea subsp. glaucocaerulea
- Pyrrhula glaucocaerulea d'Orbigny & Lafresnaye, 1837